# Сан-Карлос (Венесуэла)
Сан-Ка́рлос-де-Аустрия (исп. San Carlos de Austria) — город в Венесуэле. Административный центр одноимённого муниципалитета и штата Кохедес. Численность населения муниципалитета 83 957 чел (2001 г.).

## История
Первое поселение на месте Сан-Карлос основано монахами-капуцинами во главе с Педро де Берха 27 апреля 1678 г.

## Население
По переписи населения в 2001 г. на территории муниципалитета Сан-Карлос-де-Аустрия проживало 83 957 чел. Население муниципалитета составляет 33,2 % от всего населения Кохедеса.

## Правительство
Губернатор муниципалитета Сан-Карлос-де-Аустрия — Александр Мирельес.

## Достопримечательности
- Ла Бланкера — историческое здание в стиле колониального барокко, принадлежавший в XVIII в. семье конкистадоров.
- Собор Св. Карла.
- Церковь Св. Доминика.
- Площадь им. Боливара.